# Edificio Gran Vía 32
L'Edificio Gran Vía 32, anche conosciuto come Edificio Madrid-París, è l'edificio che occupa l'isolato più grande della Gran Via di Madrid. 
L'edificio è stato costruito nel secondo decennio del secolo XX, e realizzato da Teodoro de Anasagasti su progetto dell'architetto francese Gaston Braive, per ospitare gli Almacenes Madrid-París. I lavori iniziarono nel 1921 e terminarono, con più di sei mesi di ritardo sul calendario previsto, a gennaio 1924, quando i grandi magazzini furono inaugurati dal re Alfonso XIII e Vittoria Eugenia.
Nel 1934 avvenne il primo restauro che mantenne l'aspetto originale mentre nel 1956 l'architetto Fernando Cánovas del Castillo intervenne in maniera più profonda innalzando due nuovi piani, eliminando le cupole laterali e coronando l'edificio con la scultura della fenice, simbolo della compagnia assicuratrice La Unión y El Fénix Español, nuova proprietaria dell'edificio.
Nel 1989 lo stabile venne acquistato dal Gruppo PRISA che poi lo cedette nel 2008 ad un consorzio guidato da Drago Capital e Royal Bank of Scotland. Nel 2011 RBS cedette la sua partecipazione a Drago Capital e al fondo canadese PSP. Nel 2015 Drago Capital ha venduto l'edificio al Gruppo Pontegadea di Amancio Ortega. 
Dal 2015 l'Edificio Gran Vía 32 ospita la sede principale di Primark in Spagna, mentre dal 1925 l'ultimo piano è occupato dalla sede di Cadena SER.